# Charonne (Guenelle)
Pour les articles homonymes, voir Charonne.
La Charonne ou Chéronne selon Géoportail est une rivière française du département de la Marne de la région Grand Est et un affluent de la Guenelle, c'est-à-dire un sous-affluent de la Seine par la Marne.

## Géographie
D'une longueur de 11,4 kilomètres, la Charonne prend sa source, entre les lieux-dits la Halle et le Saule Noir, à l'altitude 124 mètres, sur la commune de Saint-Chéron.
Elle conflue sur la commune de Glannes, à l'altitude 99 mètres, au lieu-dit la Grande Plaine, à moins d'un kilomètre d'une zone avec un puits de pétrole, la Noue des Maréchaux.

### Communes et cantons traversés
Dans le seul département de la Marne, la Charonne traverse les six communes suivantes, dans deux cantons, dans le sens amont vers aval, de Saint-Chéron (source), Les Rivières-Henruel, Châtelraould-Saint-Louvent, Courdemanges, Huiron, Glannes (confluence).
Soit en termes de cantons, la Charonne prend source dans le canton de Saint-Remy-en-Bouzemont-Saint-Genest-et-Isson, traverse et conflue dans le canton de Vitry-le-François-Ouest, le tout dans l'arrondissement de Vitry-le-François.

### Bassin versant
La Charonne ne traverse qu'une seule zone hydrographique La Guenelle de sa source au confluent de la Marne (exclu) (F605) de 219 km2. Sur ce bassin, elle n'occupe qu'approximativement le quart sud soit environ 55 km2.

## Affluents
La Charonne a deux affluents référencés :
- le ruisseau de l'Étang (rg) 2,4 km sur la seule commune de Châtelraould-Saint-Louvent avec un affluent :
  - le ruisseau le Goulot (rg) 1,4 km sur la même commune de Châtelraould-Saint-Louvent.
- le ruisseau des Granges (rg) 3,2 km sur les deux communes de Courdemanges et Huiron.

Donc son rang de Strahler est de trois.